# Оукборо (Північна Кароліна)
Оукборо (англ. Oakboro) — місто (англ. town) в США, в окрузі Стенлі штату Північна Кароліна. Населення — 2128 осіб (2020).

## Географія
Оукборо розташоване за координатами 35°13′42″ пн. ш. 80°20′3″ зх. д. / 35.22833° пн. ш. 80.33417° зх. д. (35.228288, -80.334053).  За даними Бюро перепису населення США в 2010 році місто мало площу 6,36 км², уся площа — суходіл.

## Демографія
Згідно з переписом 2010 року, у місті мешкало 1859 осіб у 712 домогосподарствах у складі 538 родин. Густота населення становила 292 особи/км².  Було 810 помешкань (127/км²).
Расовий склад населення:
| - 78,9 % — білих - 12,9 % — чорних або афроамериканців - 0,8 % — корінних американців - 0,4 % — азіатів - 6,0 % — осіб інших рас |

До двох чи більше рас належало 1,1 %. Частка іспаномовних становила 7,9 % від усіх жителів.
За віковим діапазоном населення розподілялося таким чином: 25,2 % — особи молодші 18 років, 60,6 % — особи у віці 18—64 років, 14,2 % — особи у віці 65 років та старші. Медіана віку мешканця становила 36,0 року. На 100 осіб жіночої статі у місті припадало 96,9 чоловіків;  на 100 жінок у віці від 18 років та старших — 89,9 чоловіків також старших 18 років.
Середній дохід на одне домашнє господарство  становив 63 792 долари США (медіана — 59 464), а середній дохід на одну сім'ю — 73 805 доларів (медіана — 66 571). За межею бідності перебувало 9,0 % осіб, у тому числі 8,6 % дітей у віці до 18 років та 18,5 % осіб у віці 65 років та старших.
Цивільне працевлаштоване населення становило 978 осіб. Основні галузі зайнятості: освіта, охорона здоров'я та соціальна допомога — 29,2 %, виробництво — 18,0 %, будівництво — 10,2 %, роздрібна торгівля — 8,1 %.